# Ferrovie Odakyū
La Ferrovie Odakyū s.p.a. (小田急電鉄株式会社?, Odakyū Dentetsu Kabushiki-gaisha) è una compagnia di trasporti giapponese, facente capo all'Odakyū Group. È uno dei principali operatori ferroviari privati (non JR Group) in Giappone.

## Storia
La linea di 83 km tra Shinjuku e Odawara venne aperta ufficialmente il giorno 1º aprile 1927. Gli fu dato il nome di Linea Odawara, nel periodo precedente alla seconda guerra mondiale era raro trovare in Giappone delle linee ferroviarie private già del tutto elettrificate il primo giorno di apertura. Esattamente due anni dopo, il 1º aprile 1929 fu inaugurata la Linea Enoshima. Il nome originale della compagnia era Odawara Express Electric Railway Co., Ltd. (小田原急行電気軌道株式会社?, Odawara Kyūkō Denki Kidō Kabushiki-gaisha), ma spesso veniva indicata con il nome Odawara Express. La denominazione attuale le fu data nel 1941.
Il 1º maggio 1942 la Odakyū si fuse con al Ferrovia Elettrica Tokyo-Yokohama (ora Tōkyū Corporation), che all'epoca controllava tutte le ferrovie private ad ovest e a sud di Tokyo, e che manterrà questo controllo fino alla fine della seconda guerra mondiale. La compagnia riacquistò la propria indipendenza il 1º giugno 1948, acquisendo anche un'importante quota della Ferrovia Hakone Tozan, anche la Linea Keiō Inokashira si staccò dalla Tokyu per entrare nella neonata Keiō Corporation.
Dopo gli anni '50, in seguito ad un periodo di forte crescita economica, la Odakyū aumentò enormemente il numero di utenti sulle proprie linee. Nel 1974 venne inaugurata la Linea Odakyū Tama.

## Linee
Le linee in totale contano un'estensione di 120,5 km con 70 stazioni in servizio.
- Linea Odakyū Odawara 82,5 km; (Shinjuku - Odawara)
- Linea Odakyū Enoshima 27,4 km; (Sagami-Ōno - Katase-Enoshima)
- Linea Odakyū Tama 10,6 km; (Shin-Yurigaoka - Karakida)

## Classificazioni dei treni
(Dati del 15 marzo 2008)
| Colore | Classificazione (inglese)                     | Giapponese              | Unisce                                                                                   | Linee                                                                                                   |
| ------ | --------------------------------------------- | ----------------------- | ---------------------------------------------------------------------------------------- | --- |
|        | Espresso Limitato Limited Express             | 特急 Tokkyū             | Shinjuku, Kita-Senju e Shin-Kiba con Hakone-Yumoto, Katase-Enoshima, Karakida o Numazu   | Linee Odakyū Odawara, Enoshima, Tama Hakone Tozan Linea Gotemba Linee Chiyoda e Yūrakuchō (Tokyo Metro) |
|        | Espresso Rapido Rapid Express                 | 快速急行 Kaisoku-Kyūkō  | Shinjuku con Fujisawa (un servizio nei giorni settimanali per Katase-Enoshima) o Odawara | Linee Odakyū Odawara e Enoshima                                                                         |
|        | Espresso Express                              | 急行 Kyūkō              | Shinjuku con Odawara, Katase-Enoshima o Karakida                                         | Linee Odakyū Odawara, Enoshima e Tama                                                                   |
|        | Espresso Tama Tama Express                    | 多摩急行 Tama-Kyūkō     | Toride, Abiko o Ayase con Karakida via Yoyogi-Uehara                                     | Linee Odakyū Odawara e Tama Linea Chiyoda Linea Jōban                                                   |
|        | Semiespresso Semi Express                     | 準急 Junkyū             | Shinjuku con Hon-Atsugi (Odawara)                                                        | Linea Odakyū Odawara                                                                                    |
|        | Semiespresso sezionale Sectional Semi Express | 区間準急 Kukan-Junkyū   | Shinjuku con Karakida, Mukogaoka-Yuen o Hon-Atsugi                                       | Linee Odakyū Odawara e Tama                                                                             |
|        | Locale Local                                  | 各駅停車 Kakueki-teisha | In tutte le sezioni contunua verso Hakone-Yumoto o Hakone Tozan                          | Linee Odakyū Odawara, Enoshima e Tama Linee Hakone Tozan                                                |

L'espresso limitato Romancecar richiede il pagamento di un biglietto aggiuntivo.

Odakyu-linemap

## Materiale rotabile

### Treni Romancecar

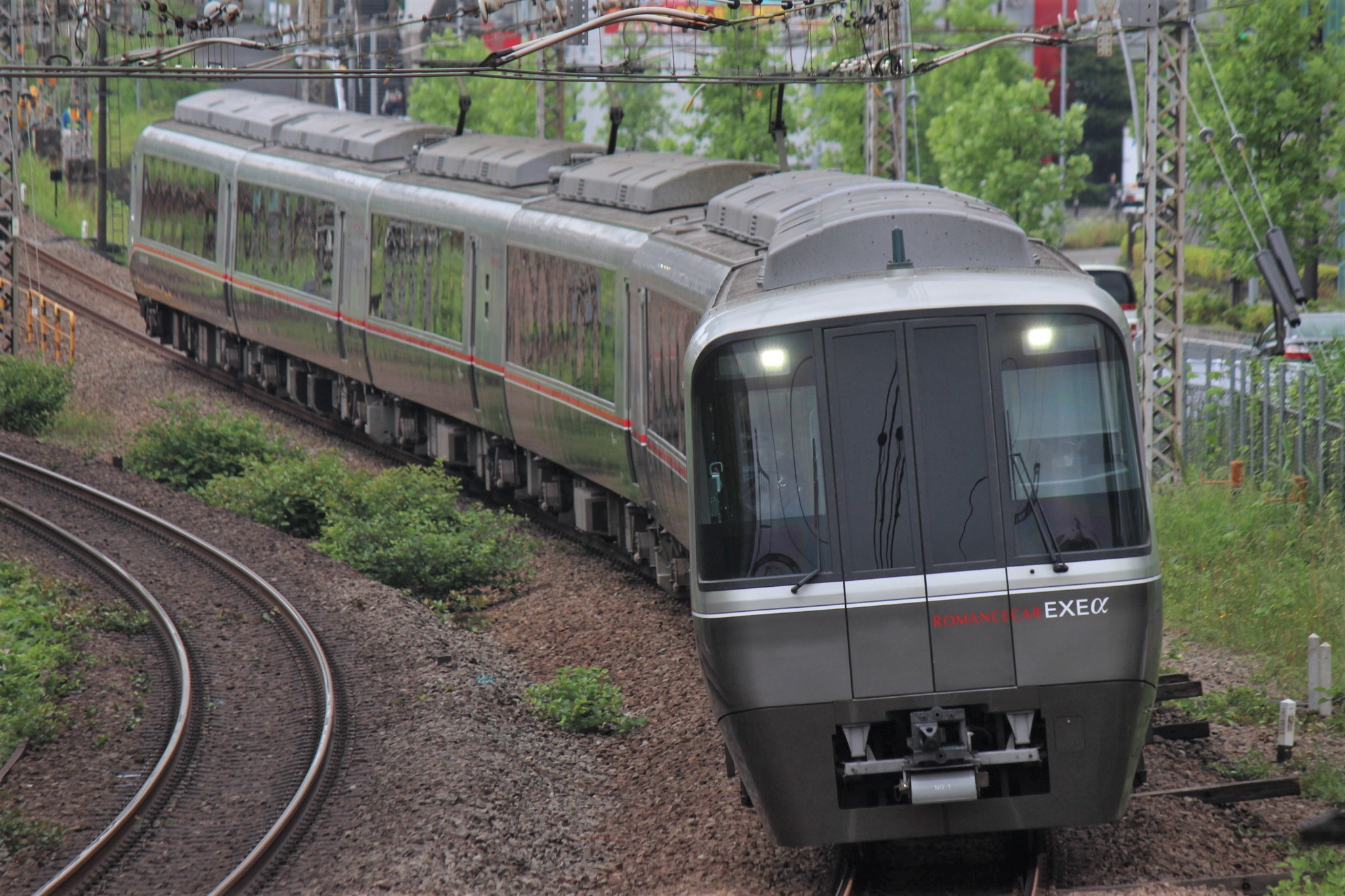
Serie 3000 "SE" (1957–1991)
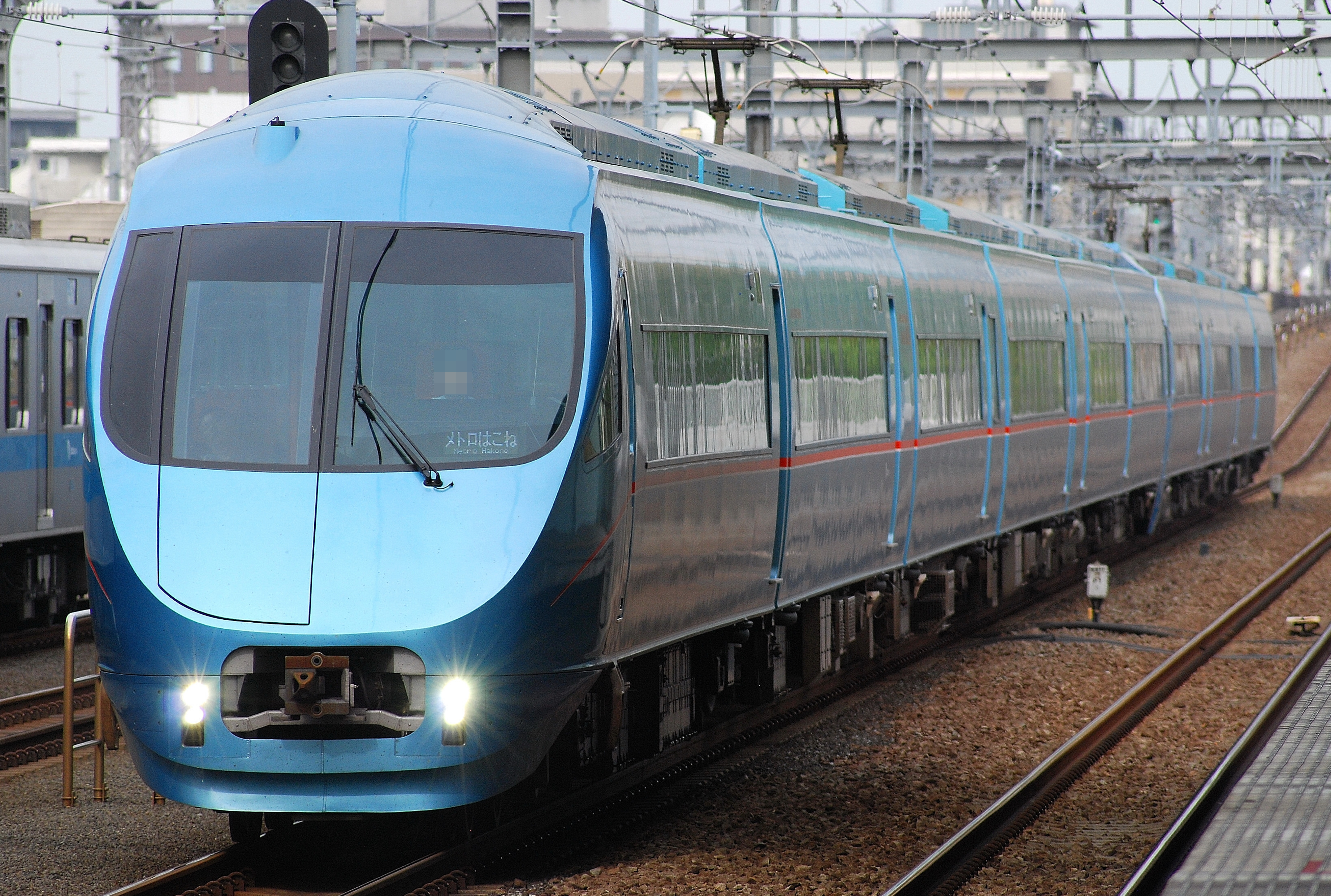
Serie 3100 "NSE" (1963–2000)
- Serie 7000 "LSE" (1980-2018)
- Serie 10000 "HiSE" (1987–2012)
- Serie 20000 "RSE" (1991-2013)
- Serie 30000 "EXE" (dal 1996)
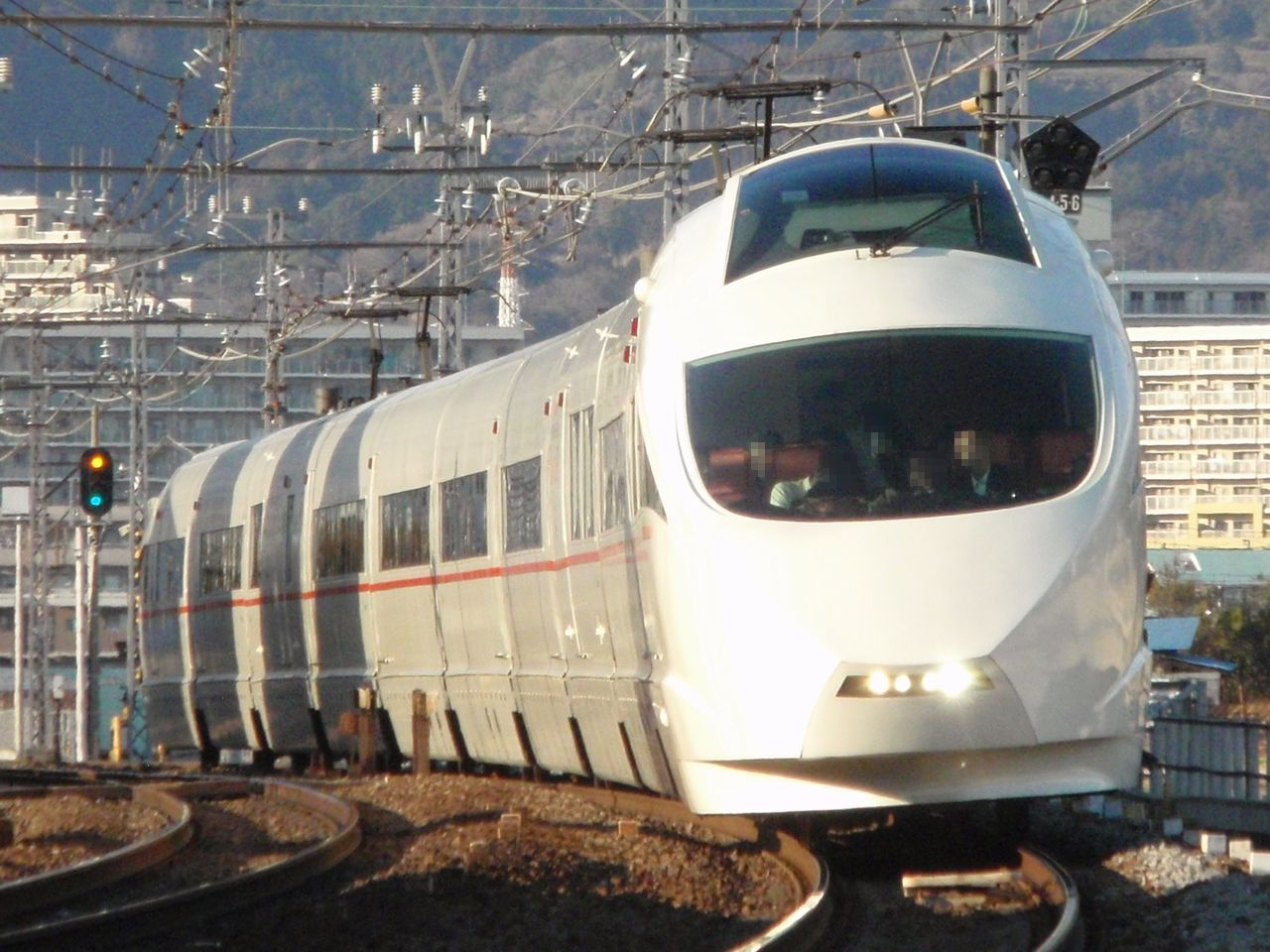
Serie 50000 "VSE" (dal 2005)
- Serie 60000 "MSE" (dal 2008)
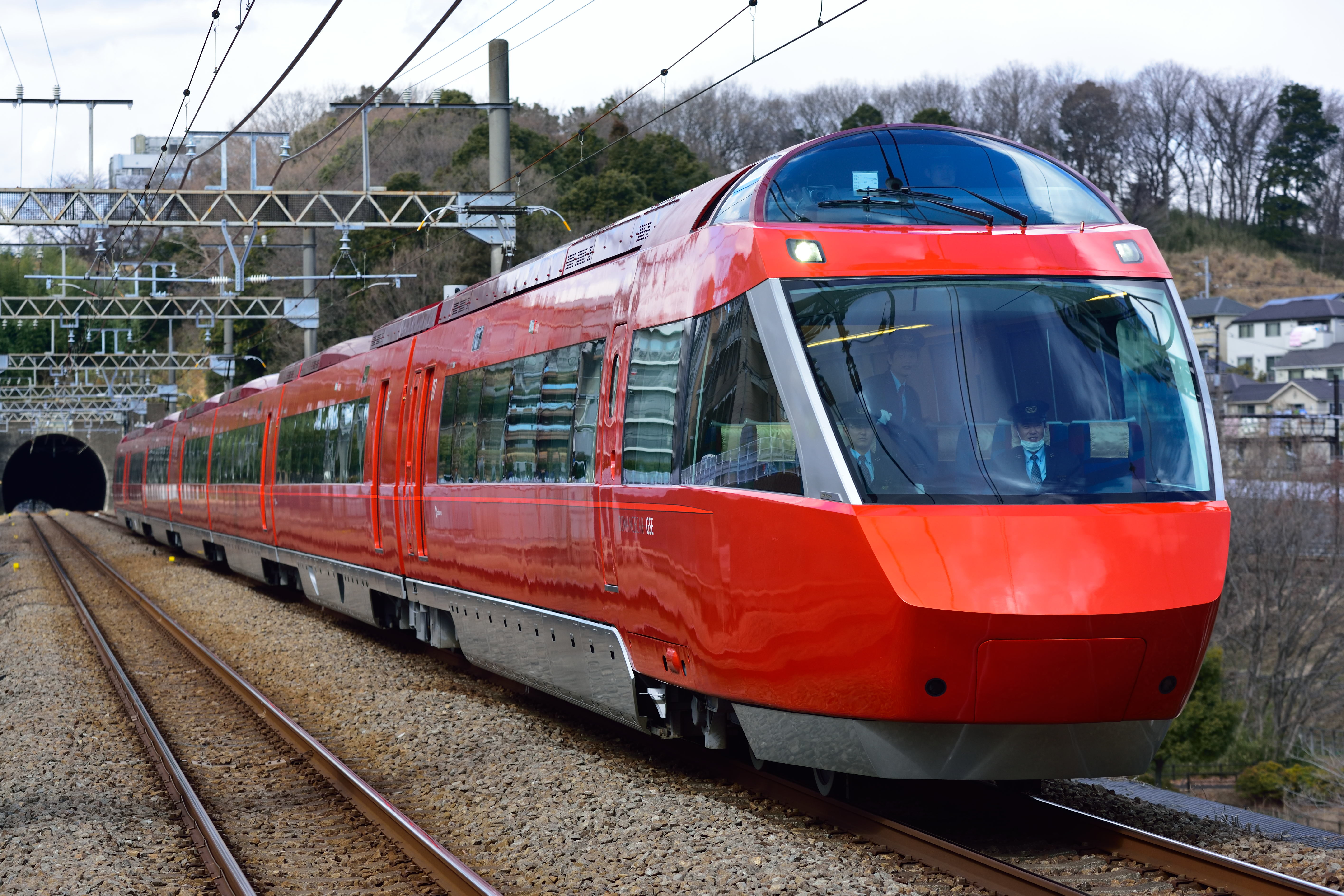
Serie 70000 "GSE" (dal 2018)

- Serie 30000
- Serie 60000
- Romancecar VSE
- Romancecar GSE

### Elettrotreni suburbani
- Serie 1000 (dal 1988)
- Serie 2000 (dal 1995)
- Serie 3000 (dal 2002)
- Serie 4000 (dal 2007)
- Serie 5000 (dal 2019)
- Serie 8000 (dal 1982)

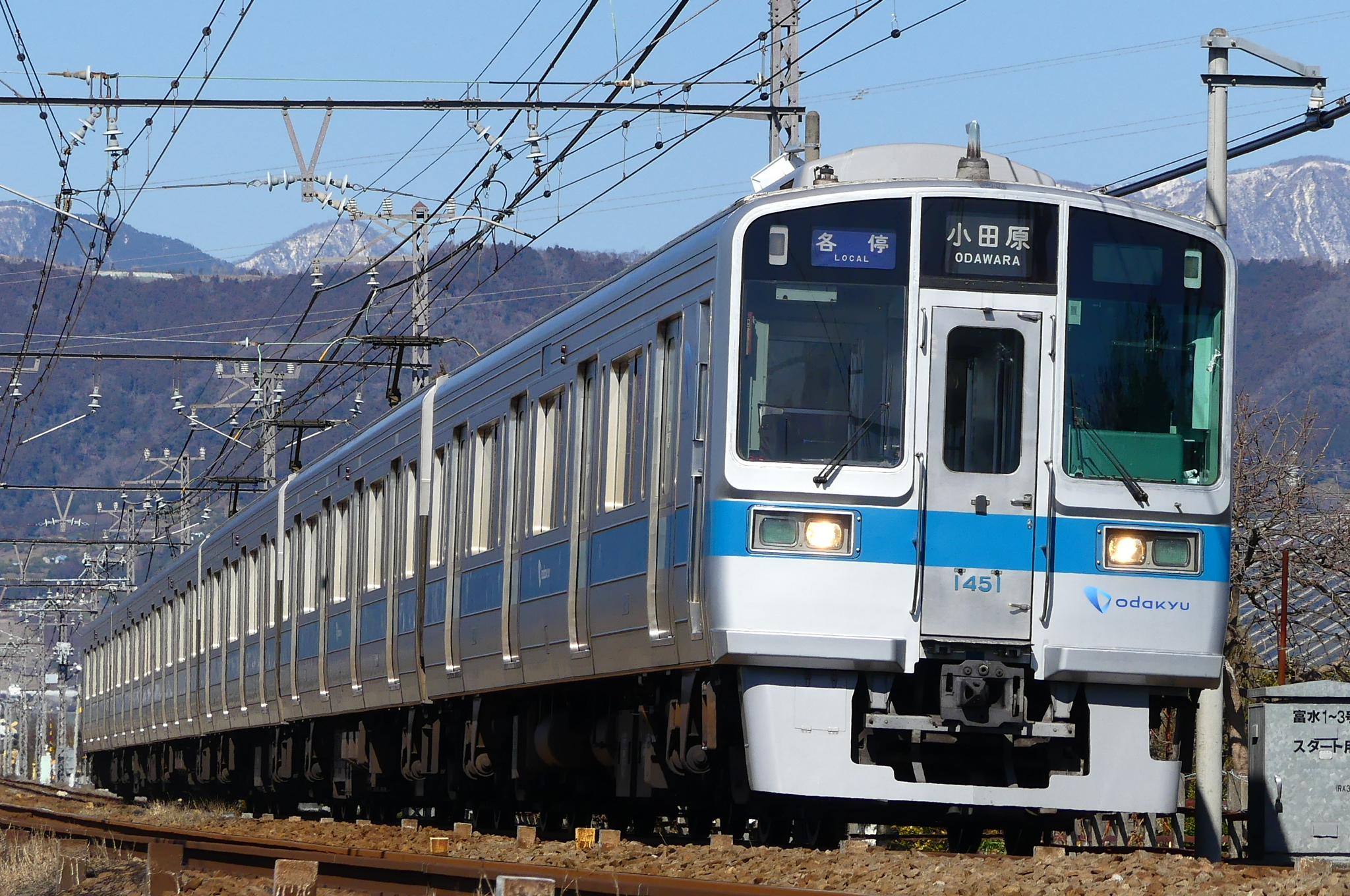
Serie 1000
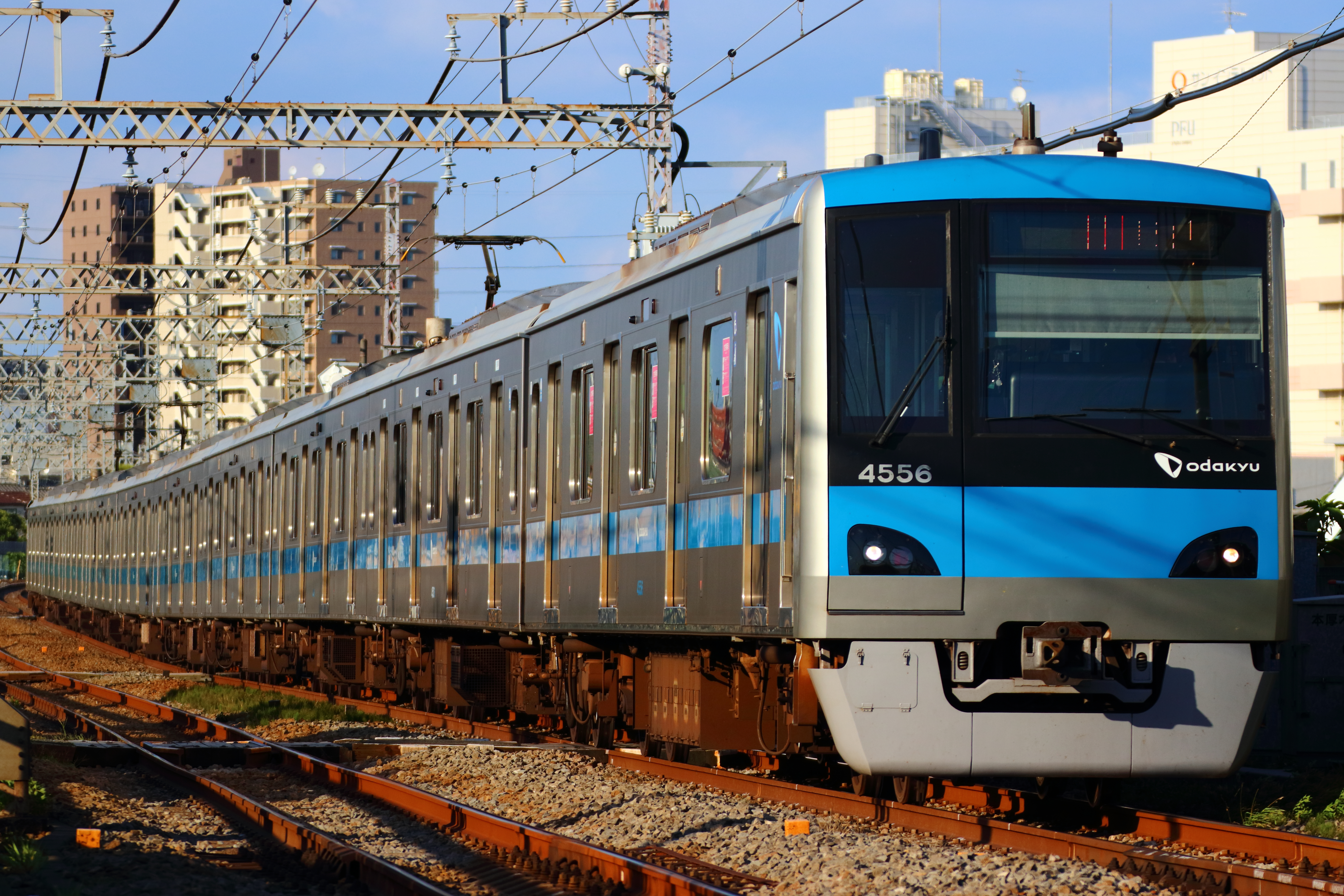
Serie 4000
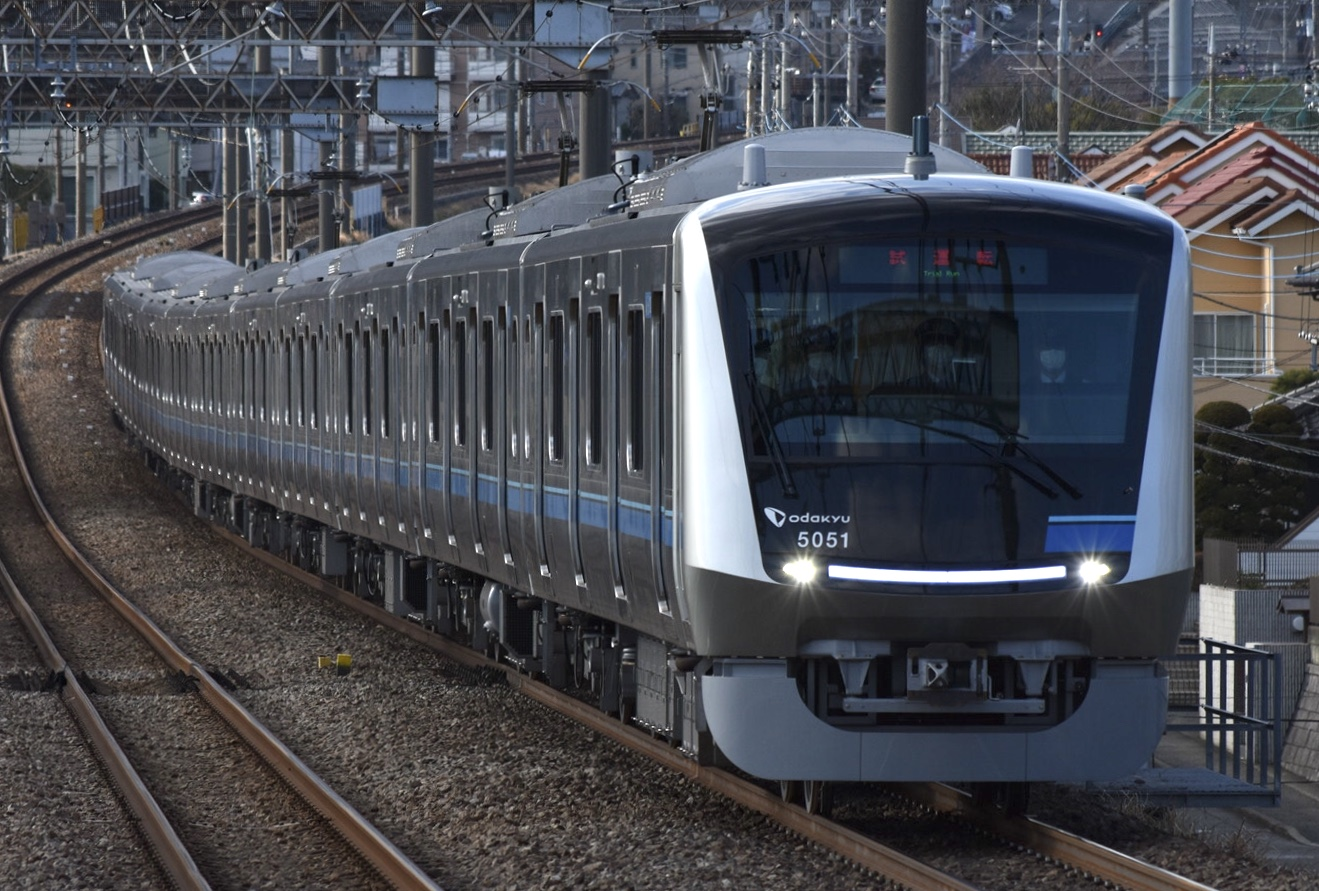
Serie 5000
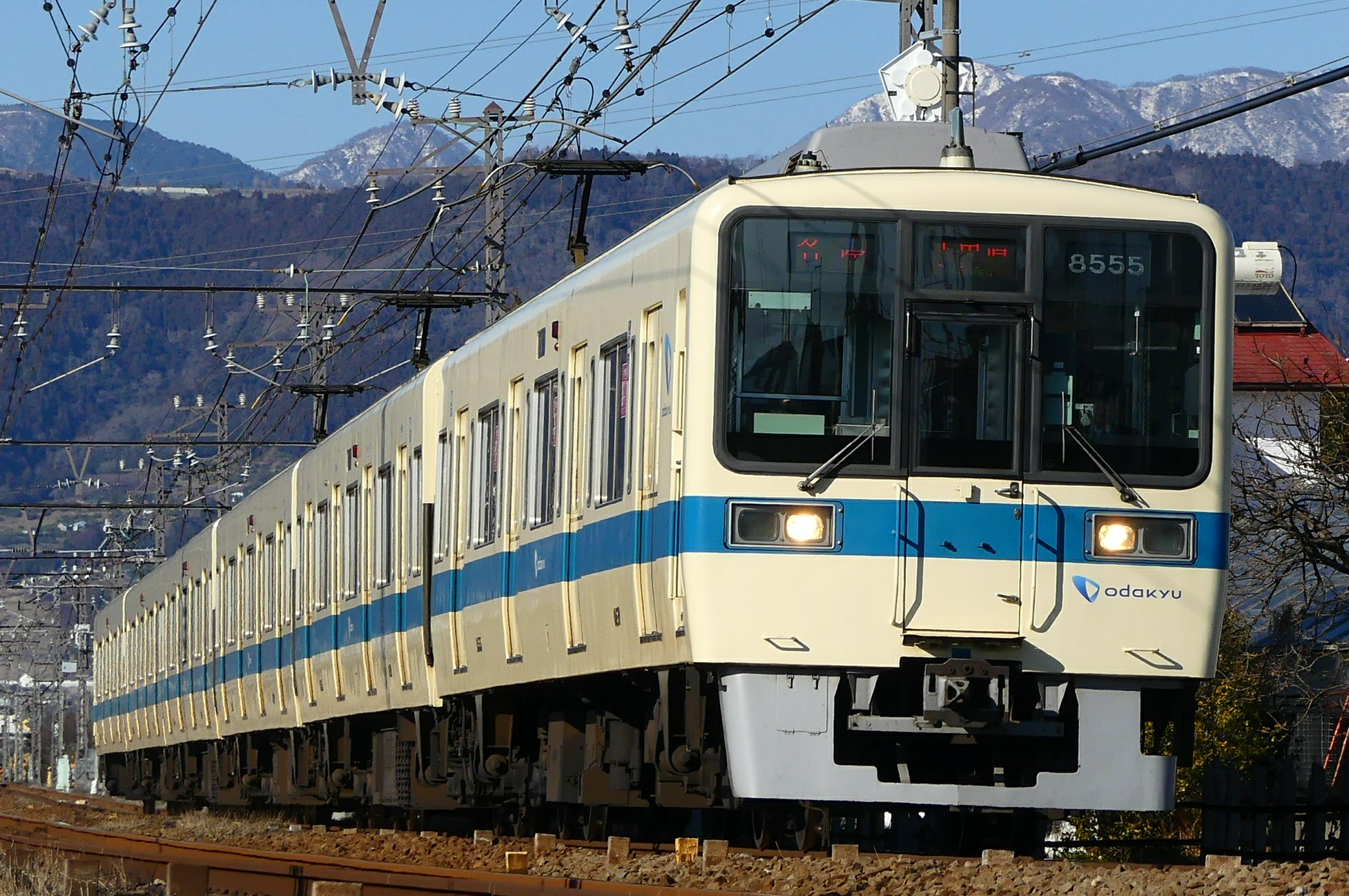
Serie 8000